# Martha Wash
Martha Elaine Wash (San Francisco, California; 28 de diciembre de 1953)  
es una cantautora, actriz y productora estadounidense. Conocida por su distintiva y potente voz, Wash alcanzó la fama por primera vez como la mitad del grupo Two Tons O' Fun, que hacía coros para el cantante de música disco Sylvester, incluido en su emblemático éxito "You Make Me Feel (Mighty Real)".Tras conseguir su propio contrato discográfico, lanzaron tres canciones consecutivas de gran éxito comercial que alcanzaron el número dos en las listas de éxitos de baile. En 1982, el dúo pasó a llamarse The Weather Girls, después de publicar el sencillo de gran éxito "It's Raining Men", que las dio a conocer en el mundo del pop. The Weather Girls publicaron cinco álbumes y participaron activamente en los discos de Sylvester. 
Tras disolverse en 1988, Wash se dedicó a la música house como artista principal en varias canciones de éxito. Su éxito en la lista de éxitos de baile de Billboard le ha valido el título honorífico de Reina de Clubland, con un total de quince canciones número uno en la lista hasta la actualidad.
Wash también es conocida por haber impulsado a principios de la década de 1990 leyes que obligaban a incluir los créditos vocales en los CD y vídeos musicales. A partir de finales de los ochenta, sus voces de estudio se utilizaron en diversas canciones dance de éxito sin su permiso ni los créditos adecuados. Las modelos hacían playback con su voz en los vídeos musicales y durante las actuaciones en directo, ocultando las contribuciones de Wash y su tamaño como mujer de figura robusta. Como resultado, se le negaron los créditos y los derechos de autor de muchas de las canciones que grabó. Entre ellas, la canción "Gonna Make You Sweat (Everybody Dance Now)", que obtuvo varios discos de platino. Posteriormente, en la revista Rolling Stone, el crítico musical Jason Newman describió a Martha Wash como "La cantante desconocida más famosa de los 90". En diciembre de 2016, la revista Billboard la clasificó como la 58ª artista dance más exitosa de todos los tiempos.

## Discografía

### Con The Weather Girls
Álbumes de Estudio
- 1980:Two Tons of Fun
- 1980:Backatcha (como The Two Tons)
- 1983:Success
- 1985:Big Girls Don't Cry

Sencillos Parciales
- "Earth Can Be Just Like Heaven" (1980)
- "I Got the Feeling" (1980)
- "Just Us" (1980)
- "It's Raining Men" (1982)
- "No One Can Love You More Than Me" (1985)
- "Well-A-Wiggy" (1985)

### Solitario
Álbumes de Estudio
- 1993:Martha Wash
- 1998:The Collection
- 2003:Something Good

### Otros proyectos musicales
- 1978 "Dance (Disco Heat)" (con Sylvester)
- 1990 "I Don't Know Anybody Else"  (n.º 23, Billboard Hot 100; n.º 3 AUS, n.º 4, Reino Unido) (con Black Box)
- 1990 "Everybody Everybody" (n.º 8, Billboard Hot 100; n.º 35 AUS) (con Black Box)
- 1990 "Gonna Make You Sweat (Everybody Dance Now)" (n.º 1, Billboard Hot 100; n.º 3 AUS) (con C+C Music Factory)
- 1991 "I (Who Have Nothing)" dueto con Luther Vandross n.º 1 R & B Charts
- 1991 "Fantasy"  (n.º 3 AUS, n.º 5, UK) (con Black Box)
- 1991 "Strike It Up" (n.º 8, Billboard Hot 100; n.º 20 AUS) (con Black Box)
- 1992 "Carry On" (n.º 1, Billboard Hot Dance Club Play)
- 1993 "Give It to You" (n.º 90, Billboard Hot 100; n.º 1, Billboard Hot Dance Club Play)
- 1993 "Runaround" (n.º 10, Billboard Hot Dance Club Play)
- 1994 "Do You Wanna Get Funky?" (n.º 40, Billboard Hot 100; n.º 11 AUS) (con C+C Music Factory)
- 1994 "Leave a Light On"
- 1995 "It's Raining Men...the Sequel (n.º 22)
- 1996 "Keep on Jumpin'" (con Todd Terry y Jocelyn Brown) (n.º 1, Billboard Hot Dance Club Play)
- 1997 "Somethin' Goin' On" (con Todd Terry y Jocelyn Brown)
- 1998 "Catch the Light" (n.º 1, Billboard Hot Dance Club Play)
- 1998 "Come" (n.º 4, Billboard Hot Dance Club Play)
- 1998 "It's Raining Men...the Sequel" (n.º 54 AUS) (dueto con RuPaul)
- 2000 "Listen to the People" (n.º 14)
- 2004 "You Lift Me Up" (n.º 4)
- 2007 "Keep Your Body Working" (con Tony Moran) (n.º 1, Billboard Hot Dance Club Play)
- 2011 "I've Got You"
- 2013 "It's My Time"
- 2014 "I'm Not Coming Down Remix EP & Power Mixes Vol 1 & 2 EP (n.º 2, Billboard Dance Club Songs)